# Флоренс Гілберт
Флоренс Елла Ґлейштейн (англ. Florence Ella Gleistein), Гі́лберт (англ. Florence Gilbert; 20 лютого 1904 — 27 лютого 1991) — американська акторка кіно та театру епохи німого кіно.

## Кар'єра
Народилась і виросла в Чикаго, її мати відвезла її та брата Едді до Лос-Анджелеса, коли їй було 14 (приблизно в 1918 році), але виглядала вона на кілька років старшою і почала зніматися в кіно після того, як її побачив Монті Бенкс. У Голлівуді працювала в студіях Аль Крісті та 20th Century Fox, знявшися з 1920 року у понад 50 фільмах, в тому числі у фільмі «Пес-талісман» (1921).

## Особисте життя
Близько 1926 року, коли завершились зйомки фільму «Повінь у Джонстауні», одружилася з актором Ештоном Діргольтом, народила двох дітей, Лі і Каріл Лі. Назавжди покинула шоу-бізнес, щоб займатися домом та сім'єю, але залишалася тісно пов'язаною із кіноспільнотою. Розлучилася після того, як чоловік повернувся зі зйомок «Нових пригод Тарзана» в Гватемалі зі співзіркою Улою Хольт і вимагав, щоб Хольт жила в їх будинку.
Згодом одружилася з на 28 років старшим Едгаром Барроузом, який полюбляів фільми за її участі і нещодавно розлучився. Однак згодом розірвала цей шлюб. За її спогадами, після періоду щастя, під час якого пара переїхала на Гаваї, Берроуз почав пити, ставився до неї та сина холодно і ворожо, одночасно прихильно ставлячись до дочки. 
Флоренс Гілберт одружилася з Альбертом С. Чейзом, який юридично усиновив обох її дітей.
Дочка Каріл Лі зрештою стала тренеркою тварин у Голлівуді, використовуючи прізвище Сінді Каллен.